# Paul Dautricourt
Paul Dautricourt est un des fondateurs du Cercle sportif brugeois, dont il est le sixième président de 1927 à 1937. Il est né le 1er mars 1881 à Brugge et décédé le 8 mai 1950.

## Carrière
Membre du conseil d'administration du Cercle sportif brugeois dès ses origines, il en prend les commandes en avril 1927, à la suite du décès de René de Peellaert. Quelques semaines plus tard, l'équipe réalise le doublé championnat-Coupe, le seul dans l'Histoire de l'association. Trois ans plus tard, les « vert et noir » remportent un nouveau titre de champion, le troisième et jusqu'à présent dernier, ce qui fait de Paul Dautricourt le président le plus titré au Cercle de Bruges.
Par la suite, le club obtient de moins bons résultats, et termine même en position de relégable en 1936. Pour la première fois, le Cercle joue au deuxième niveau national, et après avoir raté la remontée directe en 1937, il cède sa place au vice-président Edgard De Smedt, qui ramènera l'équipe en Division d'Honneur un an plus tard.
Paul Dautricourt est nommé ensuite « Président d'Honneur » du Cercle, une fonction honorifique qu'il conserve jusqu'à son décès. Son fils aîné, Yves, sera également président du Cercle de Bruges dans les années 1950, et ses deux autres fils, Jacques et Réginald, jouent quelques matches en équipe première après la relégation au deuxième niveau national.
Au début de la Seconde Guerre mondiale et de l'invasion de la Belgique par les troupes allemandes, il héberge le Roi Léopold III dans son château "Het Steentje" du 19 au 28 mai 1940, date de la reddition du Roi et de l'armée belge en campagne.

### Sources et liens externes
- « Les présidents du Cercle de Bruges à travers les années », sur Site officiel du Cercle (consulté le 6 mars 2012)